# دوایت اچ. لیتل
دوایت اچ. لیتل (انگلیسی: Dwight H. Little؛ زادهٔ ۱۳ ژانویهٔ ۱۹۵۶) کارگردان اهل ایالات متحده آمریکا است. از آثار او می‌توان به شبح اپرا و تکن اشاره نمود.